# Луций Лукцей
Лу́ций Лукце́й (лат. Lucius Lucceius; убит, предположительно, в конце 43 года до н. э., Римская республика) — древнеримский государственный деятель из неименитого плебейского рода Лукцеев, занимавший, предположительно, в 67 году до н. э. должность претора по делам иноземцев. Публикан, известный анналист своего времени Лукцей являлся другом Марка Туллия Цицерона.

## Биография
Известно, что Луций являлся человеком значительного богатства и литературных вкусов и, возможно, был аттического происхождения. Первое упоминание о нём встречается у Цицерона в связи с событиями декабря 61 года до н. э., когда консуляр (бывший консул) Гай Кальпурний Пизон вёл переговоры о заключении предвыборного союза между Лукцеем и тогда ещё преторием Марком Бибулом. Отказавшись в 60 году до н. э. стать консулом из-за отвращения к подобной деятельности, он удалился от общественной жизни и посвятил себя написанию истории Союзнической и гражданских войн. Эти сочинения были почти закончены, когда Марк Туллий Цицерон попросил его написать отдельную работу по истории его (Цицерона) правления в качестве консула. Цицерон уже имел панегирики в свою честь на греческом и на латыни, но считал, что панегирик авторства Лукцея, который проявлял большой интерес к делам того важного периода, имел бы больший вес. Цицерон предложил помочь с нужными материалами и намекнул, что Лукцей не должен ради точности изложения стесняться в похвальбах в его адрес. Лукцей почти пообещал написать его, но ничего не сделал; по крайней мере, не осталось никаких сведений о такой работе или о её истории. В гражданскую войну Лукцей был на стороне Гнея Помпея Великого, но, будучи прощён Гаем Юлием Цезарем, возвратился в Рим, где жил на специальную пенсию до самой смерти.
Возможно, в 43 году до н. э. был тайно направлен сенатом к Бруту и Кассию, чтобы просить их о помощи против Антония и Октавиана; в конце этого же года проскрибирован, предан своими вольноотпущенниками, добровольно сдался преследователям и был казнён.